# José de Lima Siqueira
Jose de Lima Siqueira (Conceição, 24 giugno 1907 – Rio de Janeiro, 22 aprile 1985) è stato un compositore e direttore d'orchestra brasiliano, fondatore di diversi istituti di musica e arte.

## Biografia
Siqueira imparò a suonare il sassofono e la tromba da giovane e suonò la tromba nella Banda Sinfonica della Scuola Militare. Dal 1928 al 1930 studiò presso l'Instituto Nacional de Música di Rio de Janeiro con Francisco Braga e Walter Burle Marx. Apparve come direttore d'orchestra negli Stati Uniti, Canada, Francia, Portogallo, Italia, Olanda, Belgio e Russia e fondò l'Orchestra Sinfonica Brasiliana (1940) e l'Orchestra Sinfonica di Rio de Janeiro (1949). Lavorò anche come professore presso l'Università del Brasile. Nel 1945 fu uno dei co-fondatori dell'Academia Brasileira de Música.
Durante un soggiorno a Parigi nel 1953, frequentò corsi di musicologia alla Sorbona. Fondò l'Ordem dos Músicos do Brasil e ne fu eletto presidente nel 1960. Nel 1961 fondò l'Orchestra Sinfonica Nazionale e nel 1967 l'Orchestra da Camera del Brasile. Nel 1969 fu colpito dalla dittatura militare con un divieto di insegnamento, pubblicazione e direzione e andò in esilio in Unione Sovietica. Lavorò lì come direttore dell'Orchestra Filarmonica di Mosca e come giurato nei concorsi internazionali.
Siqueira compose diverse opere per il teatro, tre sinfonie, tre poemi sinfonici, tre concerti per pianoforte, un concerto per violoncello, musica da camera, tre oratori, una cantata e numerose canzoni. Ha anche pubblicato diversi libri di educazione musicale e opere teoriche, tra cui Canto Dado em XIV Lições, Música para a Juventude (4 volumi), Sistema Trimodal Brasileiro e Curso de Instrumentação.

## Lavori principali
Tra le opere di José Siqueira, possiamo evidenziare:
- "Senzala" - balletto
- "Uma festa na Roça" - balletto
- "O Carnaval no Recife" - balletto
- "Xangô" - cantata nera
- "Carnaval carioca" - suite
- "Candomblé" - oratorio
- "Sábado" - oratorio sull'omonimo poema Vinícius de Moraes
- "Toada" - per archi
- "Minueto à Antiga" - per piano
- "Dança Frenética" - per piano
- "Duas Canções Nortistas" - per canto e piano
- "Três Cantorias de Cego" - per piano
- "Concerto per orchestra"
- "Prima Sinfonia"
- "Seconda Sinfonia"
- "Quinta Sinfonia" (indígena)
- "Leito de folhas verdes" - per orchestra sinfonica
- "3º Concerto para Violino e Orchestra: Paisagem sonora"
- "A Compadecida" - opera
- Tre studi per trombone